# شیسانبتسو، هوکایدو
شیسانبتسو، هوکایدو (به لاتین: Shosanbetsu, Hokkaido) یک منطقهٔ مسکونی در ژاپن است که در Rumoi Subprefecture واقع شده‌است. شیسانبتسو ۱٬۲۴۹ نفر جمعیت دارد.